# Hockey su ghiaccio ai XX Giochi olimpici invernali - Convocazioni al torneo femminile
Ciascuna squadra partecipante al torneo di hockey su ghiaccio ai XX Giochi olimpici invernali consisteva al massimo di 18 giocatrici di movimento (attaccanti e difensori), con l'aggiunta di 2 portieri.

## Gruppo A

### Canada
Allenatore:  Melody Davidson.
Lista dei convocati aggiornata all'11 febbraio 2006.
| N. | Pos. | Nome                    | Anno | Alt. | Peso | Tiro | Squadra                        |
| -- | ---- | ----------------------- | ---- | ---- | ---- | ---- | ------------------------------ |
| 2  | A    | Meghan Agosta           | 1987 | 168  | 67   | R    | Windsor Jr. AA                 |
| 3  | D    | Carla MacLeod           | 1982 | 163  | 60   | R    | Wisconsin Badgers              |
| 4  | D    | Becky Kellar            | 1975 | 170  | 67   | L    | Oakville Ice                   |
| 5  | D    | Colleen Sostorics       | 1979 | 163  | 78   | R    | Calgary Oval X-Treme           |
| 7  | A    | Cherie Piper            | 1981 | 168  | 76   | R    | Dartmouth Big Green            |
| 8  | A    | Katie Weatherston       | 1983 | 158  | 61   | R    | Dartmouth Big Green            |
| 9  | D    | Gillian Ferrari         | 1980 | 173  | 70   | R    | Brampton Thunder               |
| 10 | A    | Gillian Apps            | 1983 | 183  | 80   | L    | Dartmouth Big Green            |
| 11 | D    | Cheryl Pounder - A      | 1976 | 168  | 65   | R    | Toronto Aeros                  |
| 13 | D    | Caroline Ouellette      | 1979 | 180  | 78   | L    | University of Minnesota Duluth |
| 15 | A    | Danielle Goyette        | 1966 | 170  | 67   | L    | Calgary Oval X-Treme           |
| 16 | A    | Jayna Hefford           | 1977 | 165  | 63   | L    | Brampton Thunder               |
| 17 | A    | Jennifer Botterill      | 1979 | 175  | 69   | L    | Toronto Aeros                  |
| 22 | A    | Hayley Wickenheiser - A | 1978 | 178  | 77   | R    | Calgary Oval X-Treme           |
| 26 | A    | Sarah Vaillancourt      | 1985 | 168  | 63   | R    | Harvard Crimson                |
| 27 | A    | Gina Kingsbury          | 1981 | 173  | 62   | L    | Montreal Axion                 |
| 32 | P    | Charline Labonté        | 1982 | 175  | 78   | L    | Montreal Axion                 |
| 33 | P    | Kim St-Pierre           | 1978 | 175  | 71   | L    | Quebec Avalanche               |
| 61 | A    | Vicky Sunohara - A      | 1970 | 178  | 78   | L    | Brampton Thunder               |
| 77 | A    | Cassie Campbell - C     | 1973 | 170  | 68   | L    | Calgary Oval X-Treme           |

LEGENDA:

P = Portiere, D = Difensore, A = Attaccante, L = sinistra, R = destra

### Italia
Allenatore:  Markus Sparer.
Lista dei convocati aggiornata all'11 febbraio 2006.
| N. | Pos. | Nome                   | Anno | Alt. | Peso | Tiro | Squadra               |
| -- | ---- | ---------------------- | ---- | ---- | ---- | ---- | --------------------- |
| 1  | P    | Luana Frasnelli        | 1975 | 162  | 54   | L    | HC Eagles Bolzano     |
| 2  | D    | Michela Angeloni       | 1984 | 167  | 67   | L    | HC Lario              |
| 7  | D    | Linda De Rocco         | 1982 | 162  | 53   | L    | HC Agordo             |
| 8  | A    | Celeste Bissardella    | 1988 | 166  | 58   | L    | HC Eagles Bolzano     |
| 9  | D    | Valentina Bettarini    | 1990 | 170  | 66   | L    | HC Eagles Bolzano     |
| 10 | A    | Maria Michaela Leitner | 1981 | 161  | 54   | L    | HC Eagles Bolzano     |
| 11 | A    | Sabina Florian - A     | 1983 | 168  | 68   | L    | SC Riessersee         |
| 12 | A    | Evelyn Bazzanella - C  | 1976 | 168  | 58   | L    | HC Eagles Bolzano     |
| 13 | D    | Manuela Friz - A       | 1978 | 156  | 51   | L    | HC Agordo             |
| 14 | D    | Rebecca Fiorese        | 1980 | 162  | 61   | R    | HC Lario              |
| 16 | D    | Katharina Sparer       | 1990 | 163  | 52   | L    | HC Eagles Bolzano     |
| 17 | A    | Diana da Rugna         | 1989 | 160  | 53   | L    | HC Agordo             |
| 18 | A    | Silvia Carignano       | 1987 | 160  | 59   | L    | HC All Stars Piemonte |
| 19 | D    | Nadia de Nardin        | 1975 | 170  | 67   | R    | HC Agordo             |
| 23 | D    | Sabrina Viel           | 1973 | 166  | 57   | R    | HC Agordo             |
| 24 | A    | Waltraud Kaser         | 1980 | 169  | 61   | L    | HC Eagles Bolzano     |
| 25 | A    | Anna De la Forest      | 1988 | 163  | 47   | L    | HC All Stars Piemonte |
| 26 | P    | Debora Montanari       | 1980 | 159  | 58   | L    | HC All Stars Piemonte |
| 27 | A    | Silvia Toffano         | 1985 | 163  | 75   | R    | HC Eagles Bolzano     |
| 29 | A    | Heidi Caldart          | 1983 | 167  | 56   | R    | HC Agordo             |

LEGENDA:

P = Portiere, D = Difensore, A = Attaccante, L = sinistra, R = destra

### Russia
Allenatore:  Igor' Tuzik.
Lista dei convocati aggiornata all'11 febbraio 2006.
| N. | Pos. | Nome                     | Anno | Alt. | Peso | Tiro | Squadra         |
| -- | ---- | ------------------------ | ---- | ---- | ---- | ---- | --------------- |
| 2  | D    | Maria Barykina           | 1973 | 170  | 60   | R    | Tornado Mosca   |
| 4  | D    | Alëna Chomič             | 1981 | 168  | 56   | L    | Spartak Merkuri |
| 5  | A    | Galina Skiba             | 1984 | 160  | 65   | L    | SKIF Mosca      |
| 7  | A    | Ekaterina Smolina        | 1988 | 157  | 55   | R    | SKIF Mosca      |
| 10 | A    | Larisa Mišina            | 1975 | 168  | 80   | L    | SKIF Mosca      |
| 11 | A    | Tat'jana Sotnikova       | 1981 | 165  | 58   | L    | SKIF Mosca      |
| 12 | A    | Julija Gladyševa         | 1981 | 165  | 56   | L    | SKIF Mosca      |
| 14 | D    | Kristina Petrovskaja     | 1980 | 168  | 63   | L    | Tornado Mosca   |
| 15 | D    | Ol'ga Permjakova         | 1982 | 168  | 66   | L    | Tornado Mosca   |
| 16 | A    | Aleksandra Kapustina     | 1984 | 167  | 76   | L    | Spartak Merkuri |
| 17 | A    | Ekaterina Smolenceva - A | 1981 | 170  | 65   | L    | Tornado Mosca   |
| 20 | A    | Irina Gašennikova        | 1975 | 160  | 66   | L    | SKIF Mosca      |
| 21 | A    | Svetlana Trefilova       | 1973 | 165  | 60   | L    | Tornado Mosca   |
| 23 | A    | Tat'jana Burina          | 1980 | 163  | 65   | L    | Tornado Mosca   |
| 24 | A    | Ija Gavrilova            | 1987 | 173  | 61   | L    | SKIF Mosca      |
| 25 | A    | Ekaterina Paškevič - A   | 1972 | 180  | 80   | L    | Tornado Mosca   |
| 27 | D    | Elena Bjalkovskaja       | 1977 | 178  | 82   | L    | SKIF Mosca      |
| 28 | A    | Oksana Tret'jakova       | 1979 | 165  | 75   | L    | SKIF Mosca      |
| 29 | D    | Žanna Ščelčkova - C      | 1969 | 165  | 60   | L    | SKIF Mosca      |
| 33 | P    | Nadežda Aleksandrova     | 1986 | 173  | 67   | L    | SKIF Mosca      |

LEGENDA:

P = Portiere, D = Difensore, A = Attaccante, L = sinistra, R = destra

### Svezia
Allenatore:  Peter Elander.
Lista dei convocati aggiornata all'11 febbraio 2006.
| N. | Pos. | Nome                  | Anno | Alt. | Peso | Tiro | Squadra             |
| -- | ---- | --------------------- | ---- | ---- | ---- | ---- | ------------------- |
| 1  | P    | Cecilia Andersson     | 1982 | 179  | 74   | L    | Concordia Stingers  |
| 3  | A    | Frida Nevalainen      | 1987 | 164  | 65   | L    | Modo Hockey         |
| 4  | D    | Jenni Asserholt       | 1988 | 172  | 74   | L    | Örebro HK           |
| 7  | A    | Maria Rooth - A       | 1979 | 175  | 75   | L    | Mälarhöjden/Bredäng |
| 8  | A    | Erika Holst - C       | 1979 | 179  | 80   | L    | Mälarhöjden/Bredäng |
| 9  | A    | Anna Vikman           | 1981 | 168  | 74   | L    | Modo Hockey         |
| 12 | A    | Jenny Lindqvist       | 1978 | 169  | 70   | L    | Mälarhöjden/Bredäng |
| 15 | A    | Katarina Timglas      | 1985 | 168  | 64   | R    | AIK Ishockey Damer  |
| 16 | A    | Pernilla Winberg      | 1984 | 164  | 60   | L    | AIK Ishockey Damer  |
| 17 | A    | Ann-Louise Edstrand   | 1975 | 178  | 67   | L    | Mälarhöjden/Bredäng |
| 18 | A    | Kristina Lundberg     | 1985 | 172  | 86   | L    | Modo Hockey         |
| 19 | A    | Emilie O'Konor        | 1983 | 170  | 70   | L    | AIK Ishockey Damer  |
| 21 | D    | Joa Elfsberg          | 1979 | 177  | 73   | R    | Brynäs IF           |
| 22 | A    | Emma Eliasson         | 1989 | 166  | 70   | L    | Modo Hockey         |
| 23 | D    | Gunilla Andersson - A | 1975 | 170  | 69   | L    | Mälarhöjden/Bredäng |
| 24 | A    | Nanna Jansson         | 1983 | 172  | 67   | L    | Brynäs IF           |
| 25 | A    | Therése Sjölander     | 1981 | 173  | 69   | L    | Modo Hockey         |
| 27 | D    | Ylva Lindberg         | 1976 | 166  | 67   | L    | Mälarhöjden/Bredäng |
| 28 | A    | Danijela Rundqvist    | 1986 | 169  | 64   | L    | AIK Ishockey Damer  |
| 30 | P    | Kim Martin            | 1986 | 167  | 71   | L    | AIK Ishockey Damer  |

LEGENDA:

P = Portiere, D = Difensore, A = Attaccante, L = sinistra, R = destra

## Gruppo B

### Finlandia
Allenatore:  Arto Sieppi.
Lista dei convocati aggiornata all'11 febbraio 2006.
| N. | Pos. | Nome                 | Anno | Alt. | Peso | Tiro | Squadra                        |
| -- | ---- | -------------------- | ---- | ---- | ---- | ---- | ------------------------------ |
| 1  | P    | Noora Räty           | 1989 | 163  | 56   | L    | Espoo Blues                    |
| 2  | D    | Hanna Kuoppala       | 1975 | 179  | 77   | L    | Espoo Blues                    |
| 3  | D    | Emma Laaksonen - A   | 1981 | 159  | 60   | L    | Espoo Blues                    |
| 4  | D    | Heidi Pelttari       | 1983 | 169  | 61   | L    | Ilves                          |
| 5  | D    | Satu Kiipeli         | 1985 | 165  | 68   | L    | Ilves                          |
| 8  | A    | Satu Tuominen        | 1985 | 163  | 61   | L    | Espoo Blues                    |
| 9  | D    | Terhi Mertanen       | 1981 | 164  | 64   | L    | Kärpät                         |
| 10 | A    | Sari Fisk - C        | 1971 | 163  | 65   | L    | Espoo Blues                    |
| 11 | A    | Oona Parviainen      | 1977 | 170  | 63   | L    | Espoo Blues                    |
| 12 | A    | Mari Saarinen        | 1981 | 172  | 63   | L    | Ilves                          |
| 15 | A    | Satu Hoikkala        | 1980 | 165  | 63   | R    | Kärpät                         |
| 18 | A    | Nora Tallus          | 1981 | 158  | 67   | R    | IHK                            |
| 20 | D    | Saija Sirviö         | 1982 | 171  | 57   | L    | Kärpät                         |
| 21 | A    | Eveliina Similä      | 1978 | 164  | 68   | L    | Ilves                          |
| 22 | A    | Saara Tuominen       | 1986 | 169  | 64   | L    | Ilves                          |
| 24 | D    | Kati Kovalainen - A  | 1975 | 165  | 64   | L    | IHK                            |
| 25 | A    | Mari Pehkonen        | 1985 | 170  | 63   | L    | University of Minnesota Duluth |
| 27 | A    | Marja-Helena Pälvilä | 1970 | 176  | 70   | L    | Kärpät                         |
| 29 | A    | Karoliina Rantamäki  | 1978 | 163  | 68   | L    | Espoo Blues                    |
| 30 | P    | Maija Hassinen       | 1984 | 161  | 52   | L    | Ilves                          |

LEGENDA:

P = Portiere, D = Difensore, A = Attaccante, L = sinistra, R = destra

### Germania
Allenatore:  Aurelia Vonderstrass.
Lista dei convocati aggiornata all'11 febbraio 2006.
| N. | Pos. | Nome                      | Anno | Alt. | Peso | Tiro | Squadra                        |
| -- | ---- | ------------------------- | ---- | ---- | ---- | ---- | ------------------------------ |
| 2  | D    | Jenny Tamas               | 1990 | 172  | 63   | R    | ERV Schweinfurt                |
| 9  | A    | Raffaela Wolf             | 1978 | 168  | 52   | L    | ESC Planegg-Würmtal            |
| 10 | A    | Nikola Holmes             | 1981 | 177  | 72   | R    | OSC Berlin                     |
| 12 | A    | Susann Götz               | 1990 | 164  | 62   | L    | OSC Berlin                     |
| 13 | P    | Stephanie Wartosch-Kürten | 1978 | 172  | 68   | L    | OSC Berlin                     |
| 14 | A    | Anja Scheytt              | 1980 | 174  | 69   | L    | OSC Berlin                     |
| 15 | D    | Nina Ritter               | 1981 | 168  | 60   | R    | Hamburger SV                   |
| 16 | A    | Denise Soesilo            | 1987 | 168  | 50   | L    | Hamburger SV                   |
| 17 | A    | Sara Seiler               | 1983 | 169  | 61   | L    | DSC Oberthurgau                |
| 18 | D    | Susanne Fellner           | 1985 | 160  | 57   | L    | DSC Oberthurgau                |
| 19 | D    | Christina Oswald - C      | 1973 | 172  | 75   | L    | SC Riessersee                  |
| 21 | A    | Michaela Lanzl            | 1983 | 161  | 55   | L    | University of Minnesota Duluth |
| 23 | D    | Sabrina Kruck             | 1981 | 167  | 61   | L    | SC Riessersee                  |
| 24 | A    | Stephanie Frühwirt        | 1980 | 166  | 64   | L    | TV Kornwestheim                |
| 25 | A    | Franziska Busch           | 1985 | 163  | 59   | L    | WSV Braunlage                  |
| 28 | A    | Andrea Lanzl              | 1987 | 161  | 60   | L    | EC Bergkamen                   |
| 29 | A    | Claudia Grundmann - A     | 1976 | 177  | 69   | L    | OSC Berlin                     |
| 30 | P    | Jennifer Harss            | 1987 | 173  | 65   | L    | ECDC Memmingen                 |
| 66 | A    | Bettina Evers             | 1981 | 168  | 66   | L    | Grefrather EC                  |
| 81 | A    | Maritta Becker - A        | 1981 | 168  | 61   | L    | DSC Oberthurgau                |

LEGENDA:

P = Portiere, D = Difensore, A = Attaccante, L = sinistra, R = destra

### Stati Uniti
Allenatore:  Ben Smith.
Lista dei convocati aggiornata all'11 febbraio 2006.
| N. | Pos. | Nome                | Anno | Alt. | Peso | Tiro | Squadra                        |
| -- | ---- | ------------------- | ---- | ---- | ---- | ---- | ------------------------------ |
| 3  | D    | Courtney Kennedy    | 1979 | 175  | 86   | L    | Minnesota Golden Gophers       |
| 4  | D    | Angela Ruggiero - A | 1980 | 175  | 84   | R    | Harvard Crimson                |
| 5  | D    | Lyndsay Wall        | 1985 | 173  | 70   | L    | Minnesota Golden Gophers       |
| 6  | D    | Helen Resor         | 1985 | 178  | 70   | L    | Yale Bulldogs                  |
| 7  | A    | Krissy Wendell - C  | 1981 | 168  | 70   | L    | Minnesota Golden Gophers       |
| 8  | D    | Caitlin Cahow       | 1985 | 162  | 70   | L    | Harvard Crimson                |
| 9  | D    | Molly Engstrom      | 1983 | 175  | 77   | R    | Wisconsin Badgers              |
| 10 | A    | Kim Insalaco        | 1980 | 165  | 59   | L    | Brown Bears                    |
| 11 | D    | Jamie Hagerman      | 1981 | 175  | 77   | R    | Harvard Crimson                |
| 12 | A    | Jenny Potter        | 1979 | 163  | 66   | L    | University of Minnesota-Duluth |
| 13 | A    | Julie Chu           | 1982 | 173  | 68   | R    | Harvard Crimson                |
| 14 | A    | Kelly Stephens      | 1983 | 168  | 59   | R    | Minnesota Golden Gophers       |
| 18 | A    | Kathleen Kauth      | 1979 | 173  | 68   | L    | Brown Bears                    |
| 19 | A    | Kristin King        | 1979 | 163  | 61   | R    | Dartmouth Big Green            |
| 20 | A    | Katie King          | 1975 | 175  | 77   | L    | Brown Bears                    |
| 22 | A    | Natalie Darwitz     | 1983 | 160  | 64   | R    | Minnesota Golden Gophers       |
| 25 | A    | Tricia Dunn-Luoma   | 1975 | 173  | 66   | L    | New Hampshire Wildcats         |
| 27 | A    | Sarah Parsons       | 1987 | 173  | 64   | R    | Noble & Greenough              |
| 30 | P    | Chanda Gunn         | 1982 | 170  | 63   | L    | Northeastern Huskies           |
| 31 | P    | Pam Dreyer          | 1981 | 165  | 70   | L    | Brown Bears                    |

LEGENDA:

P = Portiere, D = Difensore, A = Attaccante, L = sinistra, R = destra

### Svizzera
Allenatore:  René Kammerer.
Lista dei convocati aggiornata all'11 febbraio 2006.
| N. | Pos. | Nome                     | Anno | Alt. | Peso | Tiro | Squadra                   |
| -- | ---- | ------------------------ | ---- | ---- | ---- | ---- | ------------------------- |
| 4  | A    | Daniela Diaz - A         | 1982 | 170  | 66   | R    | EV Zug                    |
| 6  | D    | Julia Marty              | 1988 | 170  | 72   | L    | EV Zug                    |
| 9  | D    | Ruth Künzle              | 1972 | 166  | 65   | R    | HC Lugano Ladies Team     |
| 10 | D    | Nicole Bullo             | 1987 | 160  | 54   | L    | HC Lugano Ladies Team     |
| 11 | D    | Angela Frautschi         | 1987 | 168  | 67   | L    | DHC Langenthal            |
| 15 | D    | Ramona Fuhrer - C        | 1979 | 163  | 68   | L    | DHC Lyss                  |
| 17 | A    | Tina Schumacher          | 1978 | 160  | 60   | L    | DHC Lyss                  |
| 20 | A    | Kathrin Lehmann - A      | 1980 | 172  | 68   | L    | Lady Kodiaks Kornwestheim |
| 21 | A    | Sandra Cattaneo          | 1985 | 166  | 64   | L    | EHC Illnau-Effretikon     |
| 22 | A    | Silvia Bruggmann         | 1978 | 168  | 54   | L    | EV Zug                    |
| 23 | D    | Monika Leuenberger       | 1973 | 180  | 82   | R    | EV Zug                    |
| 24 | A    | Sandrine Ray             | 1983 | 163  | 60   | L    | HC Lugano Ladies Team     |
| 25 | P    | Patricia Elsmore-Sautter | 1979 | 166  | 67   | L    | Roseau Hockey             |
| 27 | A    | Laura Ruhnke             | 1983 | 172  | 74   | R    | HC Lugano Ladies Team     |
| 41 | P    | Florence Schelling       | 1989 | 174  | 73   | L    | GCK Lions                 |
| 49 | A    | Rachel Rochat            | 1972 | 180  | 68   | L    | Needham Hockey            |
| 55 | D    | Prisca Mosimann          | 1975 | 184  | 75   | L    | DHC Langenthal            |
| 66 | A    | Christine Meier          | 1986 | 169  | 66   | L    | EHC Illnau-Effretikon     |
| 69 | A    | Stefanie Marty           | 1988 | 167  | 70   | L    | EV Zug                    |
| 75 | A    | Jeanette Marty           | 1975 | 173  | 74   | L    | EV Zug                    |

LEGENDA:

P = Portiere, D = Difensore, A = Attaccante, L = sinistra, R = destra